# Lanciatore super-pesante

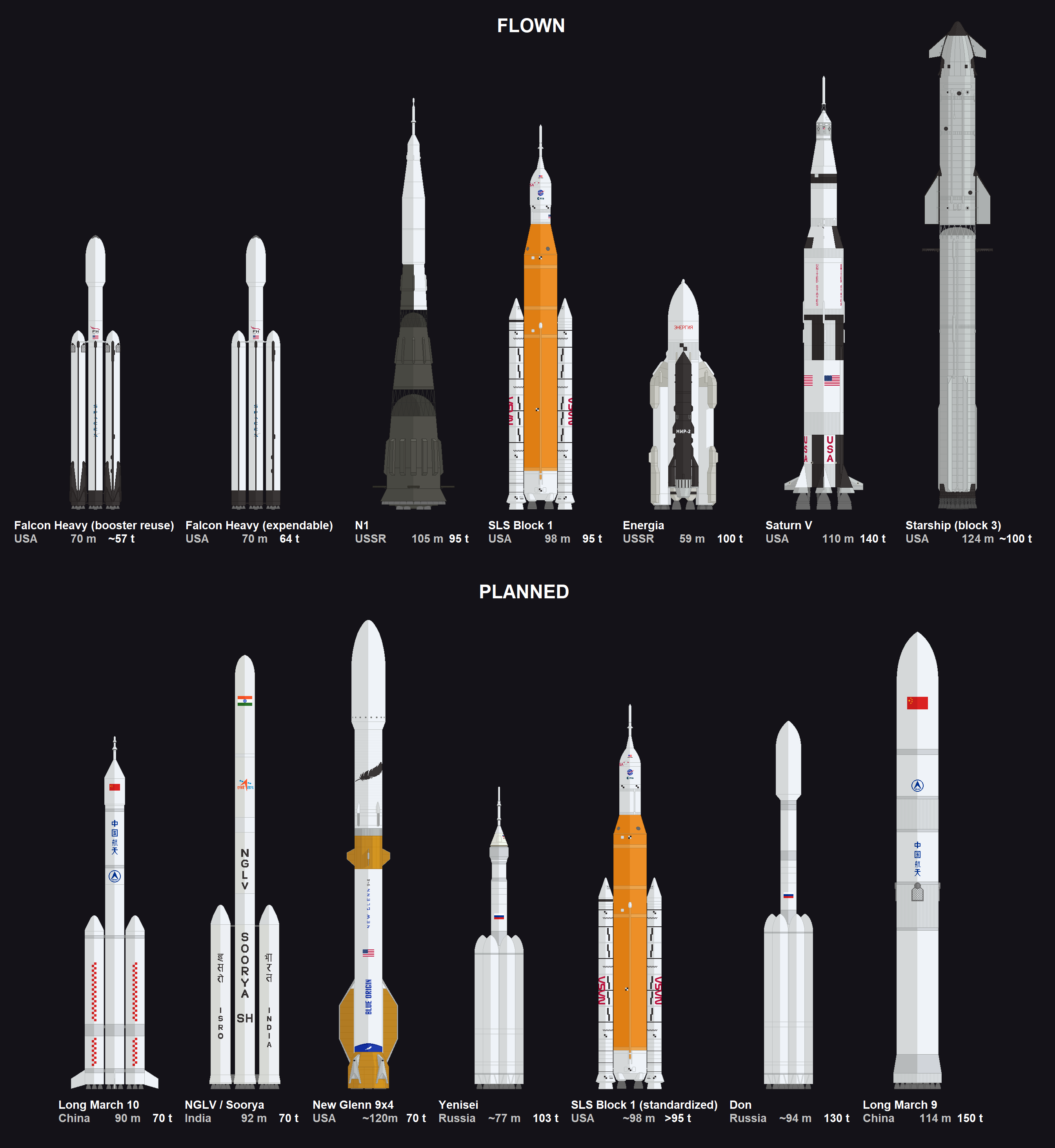
Lanciatori super-pesanti a confronto.

Un lanciatore super-pesante è un vettore spaziale che può sollevare e portare in orbita terrestre bassa un carico utile superiore a 50 tonnellate. È la classe di lanciatori che può portare il maggior carico in orbita, superiore ai lanciatori pesanti
Solo 13 carichi utili di questo tipo sono stati lanciati con successo prima del 2022: 12 come parte del programma Apollo prima del 1972 e un lancio di Energia nel 1987. La maggior parte delle missioni lunari e interplanetarie con equipaggio pianificate dipende da questi veicoli di lancio.
Molti dei primi concetti di veicoli di lancio super-pesanti furono prodotti negli anni 1960, incluso il Sea Dragon. Durante la corsa allo spazio, il Saturn V e l'N1 furono costruiti rispettivamente dagli Stati Uniti e dall'Unione Sovietica. Dopo il successo del programma Apollo col Saturn V e i fallimenti dell'N1, i sovietici lanciarono Energia due volte negli anni 1980, una volta trasportando lo spazioplano Buran. I due decenni successivi videro ancora una volta numerosi concetti, in particolare di veicoli derivati dallo Space Shuttle e dal Rus-M, ma nessuno fu costruito. Negli anni 2010, i lanciatori super-pesanti hanno suscitato nuovamente interesse, portando al lancio del Falcon Heavy, dello Space Launch System e dello Starship, e all'inizio dello sviluppo dei razzi Lunga Marcia cinesi e degli Yenisei russi.

## Operativi

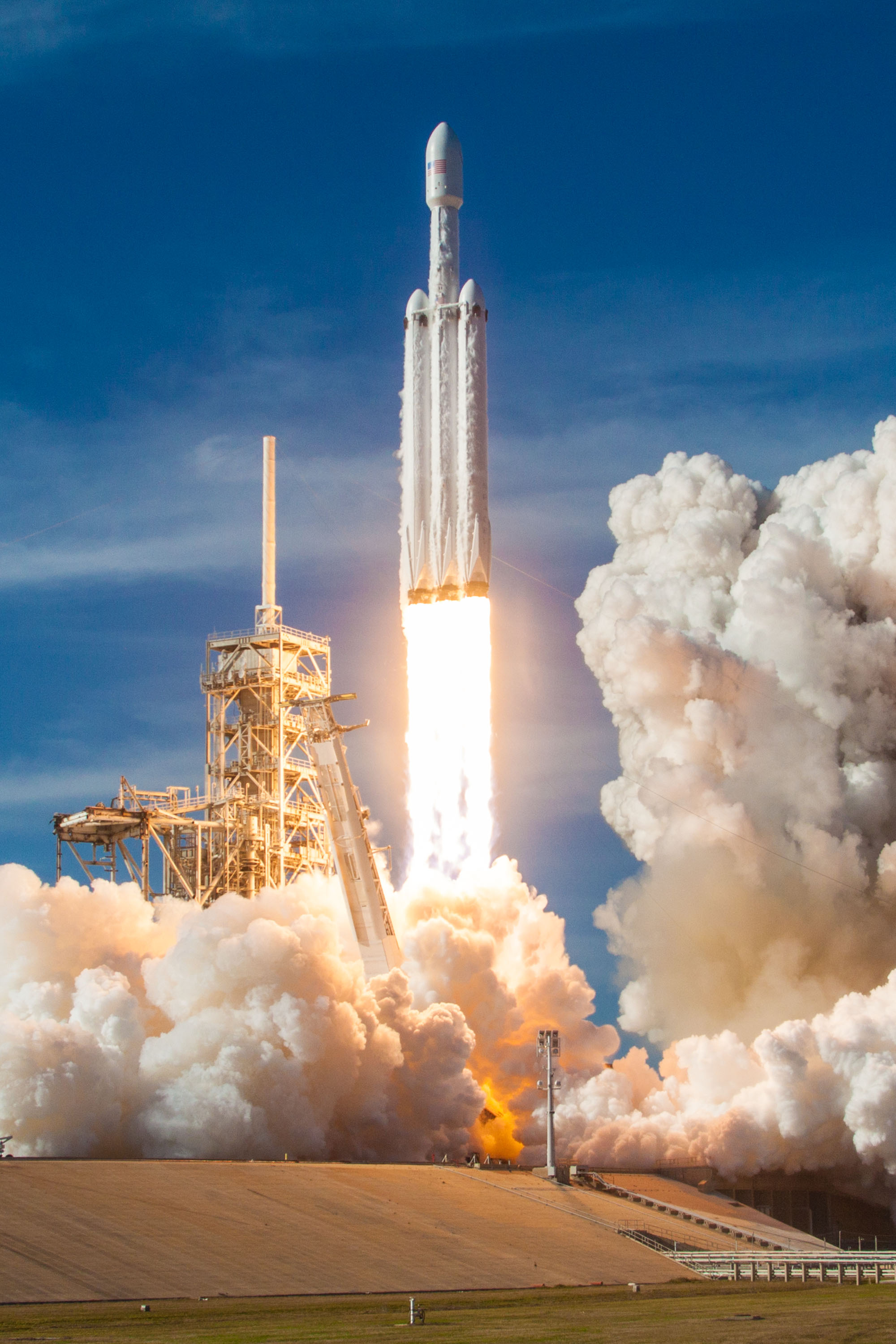
Il volo di prova del Falcon Heavy.

- Falcon Heavy: dovrebbe essere in grado di lanciare 64 tonnellate in orbita terrestre bassa (LEO) in una configurazione completamente non riutilizzabile e circa 57 t in una configurazione parzialmente riutilizzabile, in cui vengono recuperati solo due dei suoi tre booster.[3] Con quest'ultima configurazione è stato lanciato il 1º novembre 2022,[4] ma con un carico utile molto più piccolo, di circa 3.700 kg, lanciato in orbita geostazionaria, dove sarebbe in grado di lanciare fino a 26,7 tonnellate. Il volo inaugurale di prova è avvenuto il 6 febbraio 2018, in una configurazione in cui è stato tentato il recupero di tutti e tre i booster, con la Tesla Roadster di Elon Musk da 1.250 kg inviata in un'orbita oltre Marte e finita in orbita eliocentrica.[5] Un secondo e un terzo volo hanno lanciato carichi utili di 6.465 kg e 3.700 kg.
- Space Launch System (SLS): veicolo di lancio super-pesante non riutilizzabile del governo degli Stati Uniti, sviluppato dalla NASA e che è stato lanciato la prima volta il 16 novembre 2022 con la missione Artemis 1. È previsto che diventi il veicolo di lancio principale per i piani di esplorazione dello spazio profondo della NASA,[6][7] compresi i voli lunari pianificati con equipaggio del programma Artemis e una possibile missione con equipaggio su Marte negli anni 2030.[8][9][10]

## In sviluppo

### Proposte cinesi

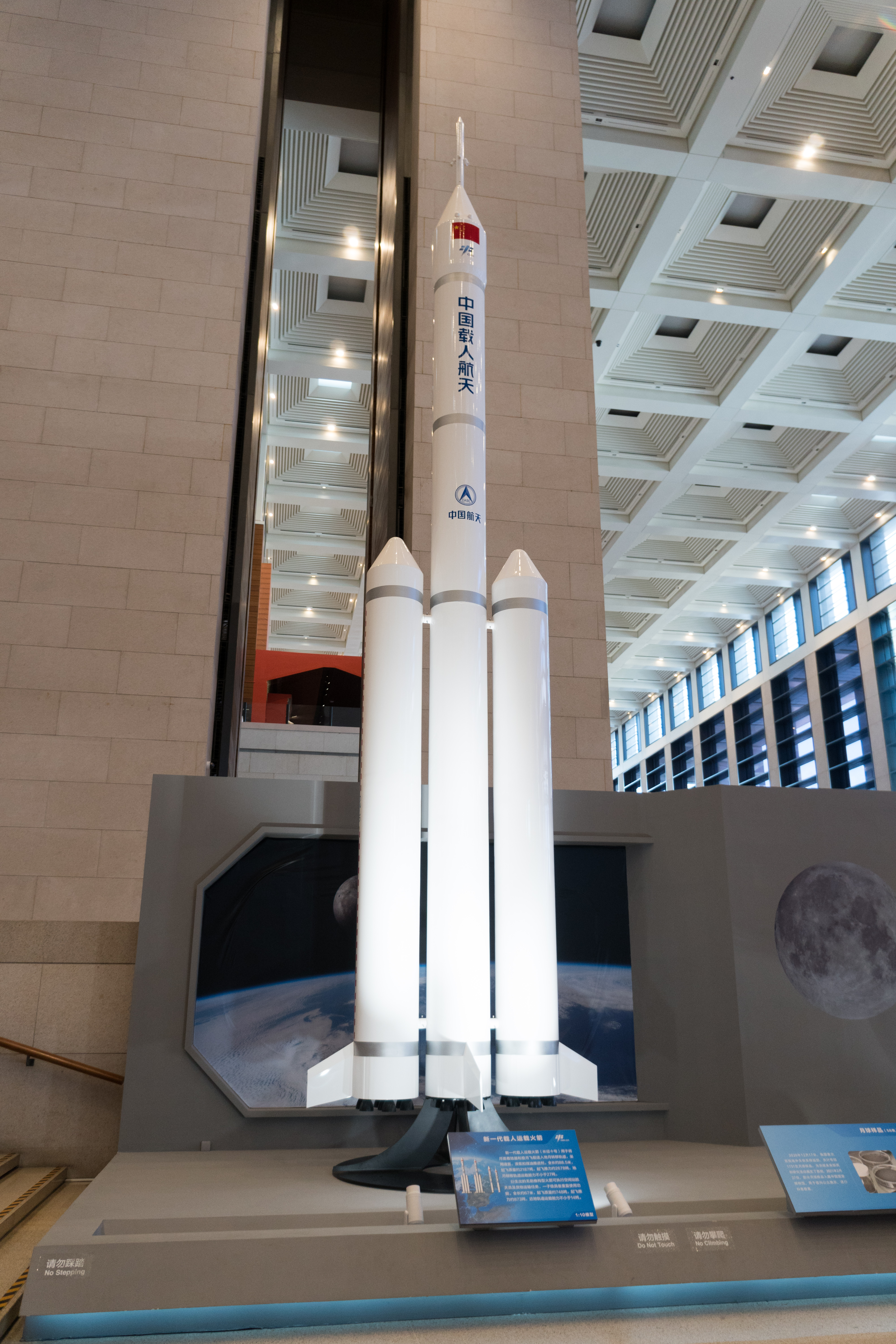
Modello in scala 1:10 di un Lunga Marcia 10 al Museo nazionale della Cina.

Il Lunga Marcia 10 è stato proposto per la prima volta nel 2018 come concetto per il programma cinese di esplorazione della Luna. Il Lunga Marcia 9 è un razzo con una capacità superiore a 150 t fino alla LEO ed è stato proposto nel 2018 dalla Cina con l'intenzione di lanciare il razzo entro il 2028. La lunghezza del Lunga Marcia 9 supererà i 114 metri e il razzo avrebbe uno stadio centrale con un diametro di 10 metri. Si prevede che il Lunga Marcia 9, oltre a trasportare 150 t nell'orbita terrestre bassa, abbia una capacità di oltre 50 tonnellate per un'orbita di trasferimento lunare. Lo sviluppo è stato approvato nel 2021.

### Proposte russe
Yenisei è stato proposto dalla RKK Ėnergija a Roscosmos nell'agosto 2016, e sarebbe un lanciatore super-pesante che conta di utilizzare componenti esistenti, abbandonando lo sviluppo del meno potente Angara A5V.
Nel 2016 è stato proposto anche un rilancio del booster Energia, che se sviluppato potrebbe consentire alla Russia di lanciare missioni verso la creazione di una base lunare permanente con una logistica più semplice, lanciando solo uno o due razzi super-pesanti da 80 a 160 tonnellate invece di quattro Angara A5V da 40 tonnellate, che implicano lanci in sequenza rapida e molteplici rendezvous in orbita. Nel febbraio 2018, il progetto del КРК СТК (complesso di razzi spaziali della classe superpesante) è stato aggiornato per sollevare almeno 90 tonnellate in LEO e 20 tonnellate nell'orbita polare lunare e per essere lanciato dal cosmodromo Vostočnyj. Il primo volo è stato proposto per il 2028, mentre gli sbarchi sulla Luna inizierebbero nel 2030. La proposta tuttavia è stata messa in pausa nel 2021.

### Proposte statunitensi
Blue Origin ha in programma un progetto che segue quello del razzo New Glenn, chiamato New Armstrong, che alcune fonti mediatiche hanno ipotizzato essere un veicolo di lancio più grande del precedente.
Il sistema SpaceX Starship è un veicolo di lancio a due stadi completamente riutilizzabile sviluppato privatamente da SpaceX, costituito dal booster Super Heavy come primo stadio e da un secondo stadio chiamato anche Starship. Progettato per essere un veicolo spaziale per il trasporto di merci e passeggeri di lunga durata, SpaceX ha eseguito un volo di prova orbitale il 20 aprile, che ha visto il lancio con successo del razzo Starship, tuttavia dopo aver perso il controllo a causa dello spegnimento di alcuni motori il veicolo è stato intenzionalmente distrutto dopo la mancata separazione del primo stadio..

## Ritirati
- Saturn V: lanciatore della NASA che effettuò 12 lanci tra il 1967 e il 1973, principalmente per il programma Apollo fino al 1972. Il carico utile lunare dell'Apollo comprendeva un modulo di comando, un modulo di servizio e un modulo lunare, con una massa totale di 45 t.[19] Quando furono inclusi il terzo stadio e il carburante per la partenza in orbita terrestre, Saturn V collocò circa 140 t in orbita terrestre bassa.[20] L'ultimo lancio di un Saturn V fu nel 1973 quando lanciò Skylab, un carico utile da 77 tonnellate, in LEO.
- Energia: lanciatore progettato dall'Unione Sovietica per lanciare fino a 105 t in orbita terrestre bassa. Fu lanciato due volte nel 1987-1988 prima che il programma venisse cancellato dal governo russo, succeduto all'Unione Sovietica, tuttavia solo al secondo lancio il carico utile raggiunse l'orbita, quando venne lanciato con successo l'orbiter Buran. Durante il primo lancio invece, il tentativo di mandare in orbita la piattaforma d'armi Polyus (circa 80 t) fallì a causa di un errore tecnico.[21]

## Lanciati senza successo
L'N1 era un veicolo di lancio super pesante a tre stadi sviluppato in Unione Sovietica dal 1965 al 1974. Era la controparte sovietica del Saturn V, tuttavia tutti e quattro i voli di prova del veicolo terminarono con un fallimento. Per le missioni lunari nel programma L3 doveva trasportare il modulo con l'equipaggio nell'orbita terrestre bassa e altri due stadi: una Sojuz 7K-LOK come navicella madre e il modulo lunare LK che sarebbe stato utilizzato per gli atterraggi lunari con equipaggio. Il suo primo stadio Block A deteneva il record per la maggiore spinta di qualsiasi stadio di razzo costruito, fino al lancio del booster Super Heavy durante il primo volo di Starship.

## Confronto tra alcuni lanciatori super-pesanti
Le masse mostrate nelle tabelle seguenti riguardano due tipi di orbite:
- LEO : orbita terrestre bassa (Low Earth Orbit) ;
- GTO : orbita di trasferimento geostazionaria (Geostationary Transfer Orbit).

### Lanciatori operativi
| Lanciatore   | Configurazione      | Paese o agenzia multinazionale | Costruttore | Massa in LEO (t) | Massa in GTO (t) | Massa in TLI (t) | Costo lancio al 2020 (milioni USD | Costo/t payload (2020) | Voli riusciti/Numero di voli totali | Stato     |
| ------------ | ------------------- | ------------------------------ | ----------- | ---------------- | ---------------- | ---------------- | --------------------------------- | ---------------------- | ----------------------------------- | --------- |
| Falcon Heavy | Non riutilizzabile  | Stati Uniti                    | SpaceX      | 63,8             | 26,7             |                  | 150                               | 1,6                    | 8/8                                 | Operativo |
| Falcon Heavy | Semi-riutilizzabile | Stati Uniti                    | SpaceX      | 57               | 16               |                  | 95                                | 2,4                    | 8/8                                 | Operativo |
| SLS          | Bloc 1              | Stati Uniti                    | NASA        | 95               |                  | >27              | 2200                              | 22,1                   | 1/1                                 | Operativo |

1. ↑  Il Falcon Heavy è stato lanciato 11 volte dal 2018, ma le prime tre volte non è stato classificato come "super pesante" perché è stato tentato il recupero del nucleo centrale.

### Lanciatori in sviluppo
| Lanciatore      | Configuration       | Paese o agenzia multinazionale | Costruttore                                       | Massa in LEO (t) | Massa in GTO (t) | Massa in TLI (t) | Volo inaugurale pianificato | Numero di voli di prova        | Stato             |
| --------------- | ------------------- | ------------------------------ | ------------------------------------------------- | ---------------- | ---------------- | ---------------- | --------------------------- | ------------------------------ | ----------------- |
| Starship        | Starship            | Stati Uniti                    | SpaceX                                            | 150 - 250        | 21               |                  | 2023                        | 7 (suborbitale) 2 (1 orbitale) | In corso          |
| SLS             | Bloc 1B             | Stati Uniti                    | NASA                                              | 105              |                  | 42               | 2027                        | 0                              | In sviluppo       |
| SLS             | Bloc 2              | Stati Uniti                    | NASA                                              | 130              |                  | >46              | 2030                        | 0                              | In fase di studio |
| Lunga Marcia 10 | Lunga Marcia 10     | Cina                           | Accademia cinese di tecnica dei lanciatori (CALT) | 70               |                  | 25               | 2027                        | 0                              | In fase di studio |
| Lunga Marcia 9  | Non riutilizzabile  | Cina                           | Accademia cinese di tecnica dei lanciatori (CALT) | 130-140          |                  |                  | 2028-2030                   | 0                              | In sviluppo       |
| Lunga Marcia 9  | Semi-riutilizzabile | Cina                           | Accademia cinese di tecnica dei lanciatori (CALT) | 150              |                  | 53               | 2028-2030                   | 0                              | In fase di studio |
| Yenisei         | Yenisei             | Russia                         | RKK Ėnergija                                      | 103              |                  |                  | 2028                        | 0                              | In In sviluppo    |
| Energia-6KV     | Energia-6KV         | Russia                         | RKK Ėnergija                                      | 108              |                  |                  | 2033                        | 0                              | In sviluppo       |

### Lanciatori ritirati dal servizio
| Lanciatore    | Paese o agenzia multinazionale | Costruttore                                                          | Masse in LEO (t)           | Massa in GTO (t) | Massa in TLI (t) | Costo lancio al 2020 (milioni USD | Costo/t payload (2020)    | Voli riusciti/Numero di voli totali | Anno ritiro |
| ------------- | ------------------------------ | -------------------------------------------------------------------- | -------------------------- | ---------------- | ---------------- | --------------------------------- | ------------------------- | ----------------------------------- | ----------- |
| Saturn V      | Stati Uniti                    | Boeing (S-IC) North American (S-II) Douglas (S-IVB)                  | 118 - 140                  |                  | 45               | 1250                              | 8,9 (LEO) 28 (TLI)        | 12/13                               | 1973        |
| Space Shuttle | Stati Uniti                    | Thiokol (SRBs) Martin Marietta (ET) Rockwell International (orbiter) | 24,5 (133,5 con l'orbiter) | 3,8              |                  | 300                               | 10 416 (LEO) 50 874 (GTO) | 132/135                             | 2011        |
| Saturn INT-21 | Stati Uniti                    | Boeing (S-IC) North American (S-II)                                  | 115,9                      |                  |                  |                                   |                           | 1/1                                 | 1973        |
| Energia       | Unione Sovietica               | RKK Energia                                                          | 105                        |                  |                  | 1,84                              | 18                        | 2/2                                 | 1988        |
| N1            | Unione Sovietica               | OKB-1                                                                | 95                         |                  |                  | 1500                              | 16                        | 0/4                                 | 1972        |

## Progetti cancellati
Sono stati proposti numerosi veicoli super-pesanti che hanno ricevuto vari livelli di sviluppo prima della loro cancellazione.
Nel periodo del programma sovietico di voli lunari con equipaggio per competere con l'Apollo/Saturn V, in competizione con l'N1 (che fallì i suoi quattro lanci dal 1969 al 1972), fu proposto il razzo UR-700, che però non fu mai sviluppato. Nel concetto, avrebbe dovuto avere una capacità di carico utile fino a 151 t in orbita terrestre bassa.

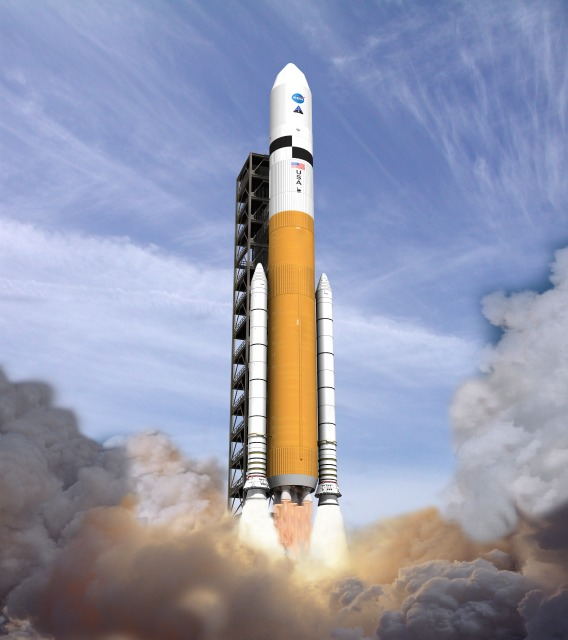
Rappresentazione artistica di un Ares V.

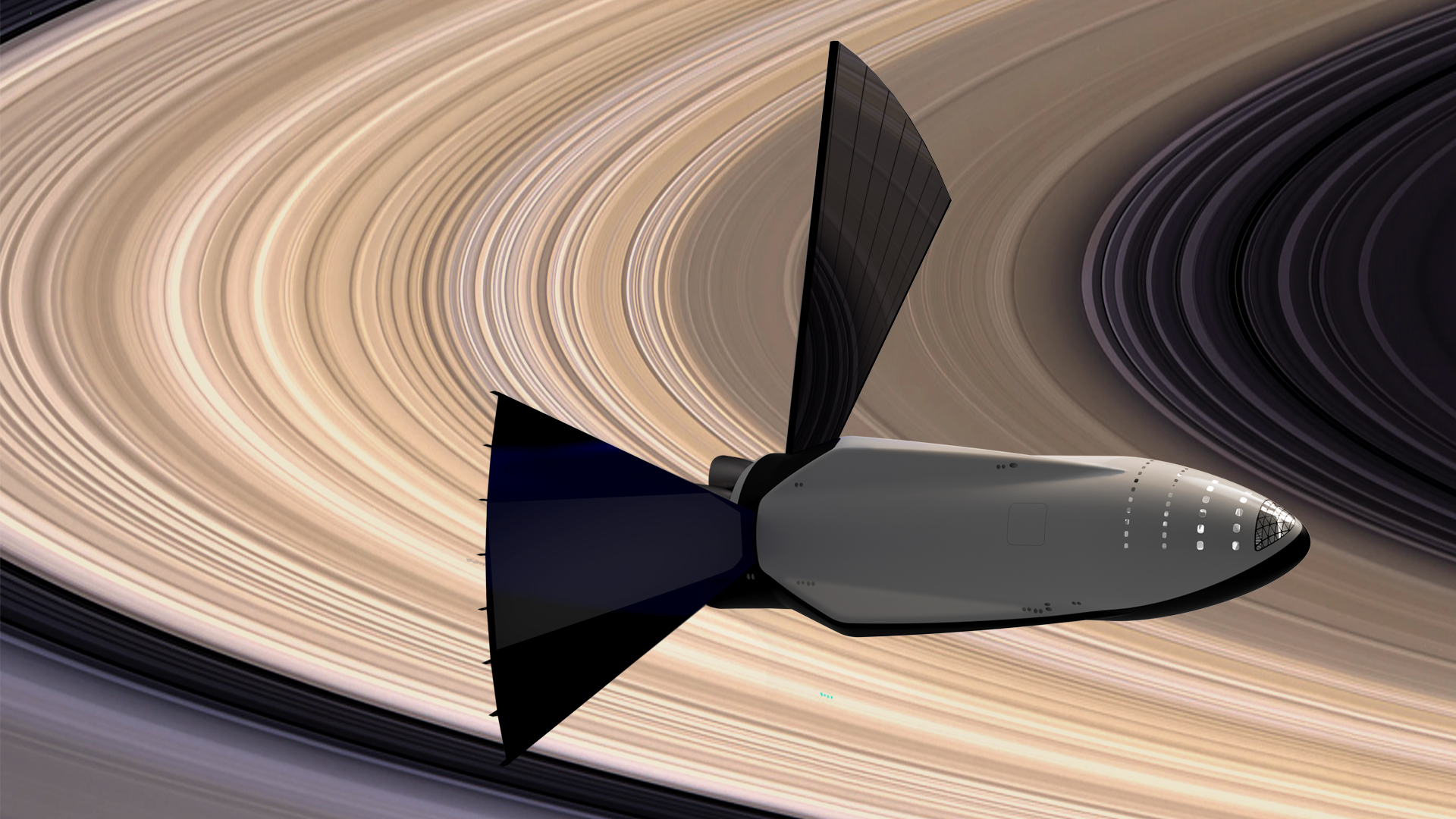
Immagine artistica della navetta dell'Interplanetary Transport System di SpaceX, nei pressi degli anelli di Saturno.

Durante il progetto Aelita (1969-1972), i sovietici stavano sviluppando un modo per anticipare gli americani nella corsa a Marte. Progettarono l'UR-700A, una variante a propulsione nucleare dell'UR-700, e l'UR-700M, una variante per assemblare il veicolo spaziale MK-700 da 1.400 t in orbita terrestre in due lanci. L'UR-700M avrebbe una capacità di carico utile di 750 t. L'unico UR (Universal'naja Raketa) di quel periodo a superare la fase di progettazione fu l'UR-500 (Proton).
L'UR-900, proposto nel 1969, avrebbe avuto una capacità di carico utile di 240 t in orbita terrestre bassa ma rimase solamente un concetto poiché ritenuto pericoloso in caso di esplosione al lancio.
Negli Stati Uniti negli anni sessanta la General Dynamics propose un successore completamente riutilizzabile del razzo Saturn V, con la capacità di trasportare fino a 450–910 t in orbita.
La famiglia di razzi Saturn MLV fu proposta nel 1965 dalla NASA come successori del razzo Saturn V, sarebbe stato in grado di trasportare fino a 160.880 kg nell'orbita terrestre bassa. Ci fu anche il progetto dei razzi Nova, che avrebbero potuto portare 500 t di carico con l'obiettivo di lanciare una missione con equipaggio verso Marte, tuttavia quando alla NASA si resero conto che i finanziamenti successivi alle missioni Apollo sarebbero diminuiti, i progetti non ebbero seguito.
Tra il 1989 e il 1993, durante l'iniziativa del governo di George H. W. Bush chiamata Space Exploration Initiative, ci fu un progetto per un lanciatore super-pesante chiamato Comet HLLV, che avrebbe potuto portare 231 t nell'orbita terrestre bassa e 88,5 t per una manovra di inserzione translunare (TLI), rendendolo uno dei veicoli più potenti mai progettati e il cui obiettivo era poter costruire un avamposto lunare. Il progetto venne annullato assieme all'iniziativa quando Daniel Goldin divenne amministratore della NASA, col quale lanciò lo slogan "cheaper, faster and better", tagliando i costi e prediligendo le missioni robotiche a quelle con equipaggio umano.
Il programma statunitense Ares V per il programma Constellation era destinato a riutilizzare molti elementi del programma Space Shuttle per risparmiare sui costi. L'Ares V era stato progettato per trasportare 188 t ma fu cancellato nel 2010. Lo Shuttle-Derived Heavy Lift Launch Vehicle ("HLV") era una proposta alternativa di lanciatore super-pesante per il programma Constellation, proposto nel 2009.
Il Rus-M era una proposta di famiglia russa di lanciatori il cui sviluppo iniziò nel 2009. Avrebbe avuto due varianti super pesanti: una in grado di sollevare 50-60 tonnellate e un'altra in grado di sollevare 130-150 tonnellate. Venne cancellato nel 2015.
L'Interplanetary Transport System era un concetto di veicolo di lancio di 12 m di diametro presentato nel 2016 da SpaceX. La capacità di carico utile doveva essere di 550 t in una configurazione non riutilizzabile o 300 t in una configurazione riutilizzabile. Nel 2017 il 12 m si è evoluto in un concetto chiamato Big Falcon Rocket da 9 m di diametro, con l'obiettivo, secondo Elon Musk di mandare le prime due missioni cargo verso Marte entro il 2022. Il progetto fu nuovamente modificato e nel 2018 fu ribattezzato SpaceX Starship.